# فک راهب کارائیب
فک راهب کارائیب (نام علمی: Monachus tropicalis) یا فک هند غربی، نام یک گونه منقرض‌شده از تیره فک‌های بی‌گوش است.